# Astrup (Mariagerfjord)
Astrup es una localidad situada en el municipio de Mariagerfjord, en la región de Jutlandia Septentrional (Dinamarca), con una población en 2012 de unos 538 habitantes.
Se encuentra ubicada al noreste de la península de Jutlandia, en la península de Himmerland, frente a la costa del Kattegat, mar Báltico.